# Ola Solum
Pour les articles homonymes, voir Solum.
Ola Solum, né à Oslo (Norvège)  le 17 juillet 1943 et mort dans cette ville le 28 juin 1996, est un réalisateur norvégien.

## Récompenses et distinctions
- 1985 : prix Amanda pour Orions belte (1985)